# خورخي لاغونا
خورخي لاغونا (بالإسبانية: Jorge Laguna)‏ هو لاعب كرة قدم مكسيكي، ولد في 10 أبريل 1993.